# 山本孝之
山本 孝之（やまもと たかゆき、1945年3月11日 - ）は日本の大蔵官僚。東京税関長、大臣官房金融検査部長、印刷局長、佐賀共栄銀行代表取締役頭取などを歴任。

## 来歴
京都府京都市出身（父は京都府、母は大阪府）。洛星高等学校、東京大学法学部卒業。1967年4月 大蔵省入省（銀行局総務課）。1972年7月10日 坂出税務署長。1973年7月から横浜市財政局で勤務。本省帰還後は主に主計局で主査（課長補佐）を務める。1990年6月29日 中国財務局長。1991年6月24日 内閣官房内閣審議官（内閣内政審議室）。1993年6月25日 東京税関長。1994年7月1日 大臣官房金融検査部長。1995年5月26日 印刷局長。1996年7月12日 退官。2004年6月 佐賀共栄銀行代表取締役頭取（〜2014年6月27日）。
2015年4月瑞宝中綬章受章。

## 略歴
- 1966年9月：国家公務員上級甲種試験（法律）を合格[4]
- 1967年4月：大蔵省入省（銀行局総務課）[2]
- 1968年8月：大阪国税局調査部
- 1969年10月：大臣官房調査企画課
- 1970年7月：主税局国際租税課調査主任[5]
- 1972年7月10日：坂出税務署長
- 1973年7月：横浜市財政局主査
- 1975年
  - 4月：横浜市財政局副主幹
  - 7月：主計局主計企画官補佐（調整係主査）
- 1977年6月：主計局主計官補佐（公共事業第二係主査）
- 1978年7月：主計局主計官補佐（文部第一、二、三係主査）
- 1980年7月：経済企画庁長官官房企画課長補佐
- 1982年6月：大臣官房企画官 兼 国際金融局総務課
- 1983年6月：東京国税局調査第一部長
- 1985年6月25日：宮内庁長官官房主計課長
- 1987年7月1日：銀行局保険部保険第二課長
- 1988年6月15日：銀行局保険部保険第一課長
- 1990年6月29日：中国財務局長
- 1991年6月24日：内閣官房内閣審議官（内閣内政審議室）
- 1993年6月25日：東京税関長
- 1994年7月1日：大臣官房金融検査部長
- 1995年5月26日：印刷局長
- 1996年7月12日：退官。
- 2004年6月：佐賀共栄銀行代表取締役頭取（〜2014年6月27日）